# Tělo mého nepřítele
Tělo mého nepřítele (originální francouzský název Le Corps de mon ennemi) je francouzské filmové drama režiséra Henriho Verneuila z roku 1976 s Jean-Paulem Belmondem a Bernardem Blierem v hlavních rolích.

## Děj
François Leclercq se po několika letech, strávených ve vězení, vrací do malého města, které politicky i ekonomicky ovládá bohatý textilní průmyslník Liégard. Leclercq byl odsouzen neprávem a přemýšlí, jak se Liégardovi pomstít. Získává si přízeň jeho dcery Gilberty, která se stává jeho milenkou.
Před svým uvězněním Leclercq patřil do okruhu Liégardových spolupracovníků. Raphaël Di Massa, blízký a vysoce postavený Liégardův člověk, který organizačně zabezpečoval otevření velkolepého tanečně-erotického podniku „Number One“, placeného s Liégardových peněz, jej dokonce udělal jeho ředitelem. Leclercq však nevěděl, že kromě různých jemu známých služeb, které podnik nabízel svým klientům, jde rovněž o obchod s drogami. Když se to jednou náhodou doví, nesouhlasí s tím a odmítá rovněž Di Massovu nabídku na jeho finanční „odškodnění“.
Protože byznys ale musí pokračovat dál, na Leclercqa je nastražena léčka, když je jeho vlastním revolverem přímo v jeho podniku zavražděn populární fotbalista, který měl krátce na to nastoupit na důležitém mezistátním utkání. Liégardovým lidem se tak podaří proti němu obrátit také veřejné mínění a Leclercq se stává v celém městě veřejným nepřítelem.
Po svém návratu a opětovném proniknutí do Liégardova domu Leclercq vymyslí plán odplaty. Di Massa se od jeho propuštění před ním skrývá na neznámém místě a Leclercqovi se podaří Liégarda přimět, aby mu prozradil místo jeho pobytu. Pak jej vyhledá, prozradí mu, že se o něm dozvěděl od samotného Liégarda a namluví mu, že Liégard chce jej a jeho lidi „odstavit od byznysu“. Di Massa tomu uvěří, a proto sám zorganizuje Liégardovu likvidaci.

## Obsazení
| Jean-Paul Belmondo  | François Leclercq                        |
| Bernard Blier       | Jean-Baptiste Beaumont-Liégard           |
| François Perrot     | Raphaël Di Massa, ředitel Number One     |
| Marie-France Pisier | Gilberta, Liégardova dcera               |
| Claude Brosset      | Oscar, džigolo                           |
| Nicole Garcia       | Hélène Mauve, bývalá Françoisova milenka |
| Élisabeth Margoni   | Karine Lechardová, hosteska v Number One |
| Daniel Ivernel      | Victor Verbruck, starosta                |
| Yvonne Gaudeau      | Liégardova manželka                      |
| René Lefèvre        | Pierre Leclercq, Françoisův otec         |
| Michel Beaune       | Françoisův přítel z dětství              |